# Фалмут (Мен)
Фалмут (англ. Falmouth) — місто (англ. town) в США, в окрузі Камберленд штату Мен. Населення — 12 444 особи (2020).

## Географія
Згідно бюро перепису населення США загальна площа міста  — 96,9 км², з яких: 76,7 км²  — земля та 20,2 км² (20,85 %)  — вода. омивається водами  затоки Каско (частину затоки Мен).

## Демографія
Згідно з переписом 2010 року, у місті мешкало 11 185 осіб у 4334 домогосподарствах у складі 3063 родин. Було 4751 помешкання
Расовий склад населення:
| - 95,4 % — білих - 2,3 % — азіатів - 0,5 % — чорних або афроамериканців - 0,2 % — корінних американців |

До двох чи більше рас належало 1,2 %. Частка іспаномовних становила 1,3 % від усіх жителів.
За віковим діапазоном населення розподілялося таким чином: 25,9 % — особи молодші 18 років, 57,3 % — особи у віці 18—64 років, 16,8 % — особи у віці 65 років та старші. Медіана віку мешканця становила 45,3 року. На 100 осіб жіночої статі у місті припадало 91,9 чоловіків;  на 100 жінок у віці від 18 років та старших — 87,5 чоловіків також старших 18 років.
Середній дохід на одне домашнє господарство  становив 157 935 доларів США (медіана — 108 547), а середній дохід на одну сім'ю — 178 284 долари (медіана — 132 328). Медіана доходів становила 77 263 долари для чоловіків та 65 000 доларів для жінок. За межею бідності перебувало 2,2 % осіб, у тому числі 0,8 % дітей у віці до 18 років та 3,1 % осіб у віці 65 років та старших.
Цивільне працевлаштоване населення становило 6080 осіб. Основні галузі зайнятості: освіта, охорона здоров'я та соціальна допомога — 27,2 %, науковці, спеціалісти, менеджери — 15,2 %, фінанси, страхування та нерухомість — 14,2 %.